# Дурдом (телепередача)
Дурдом (нем. Die Anstalt)— комедийная политическая телепередача Второго германского телевидения. Транслируется с 4 февраля 2014 года. Считается преемником передачи Neues aus der Anstalt, показанной последний раз 1 октября 2013. Передачу ведут комедианты Макс Утхоф и Клаус фон Вагнер; режиссером передачи является Франк Хоф.
Дурдом выходит восемь раз в год (обычно раз в месяц с февраля по май и с сентября по декабрь) во вторник вечером в эфире ZDF и Bavaria, повторяется в воскресенье на телеканале 3sat.
Студия представляет покой одной психиатрической клиники.
Выступающие комедианты появляются на сцене из коридора, лестницы и лифта. 

## Галерея

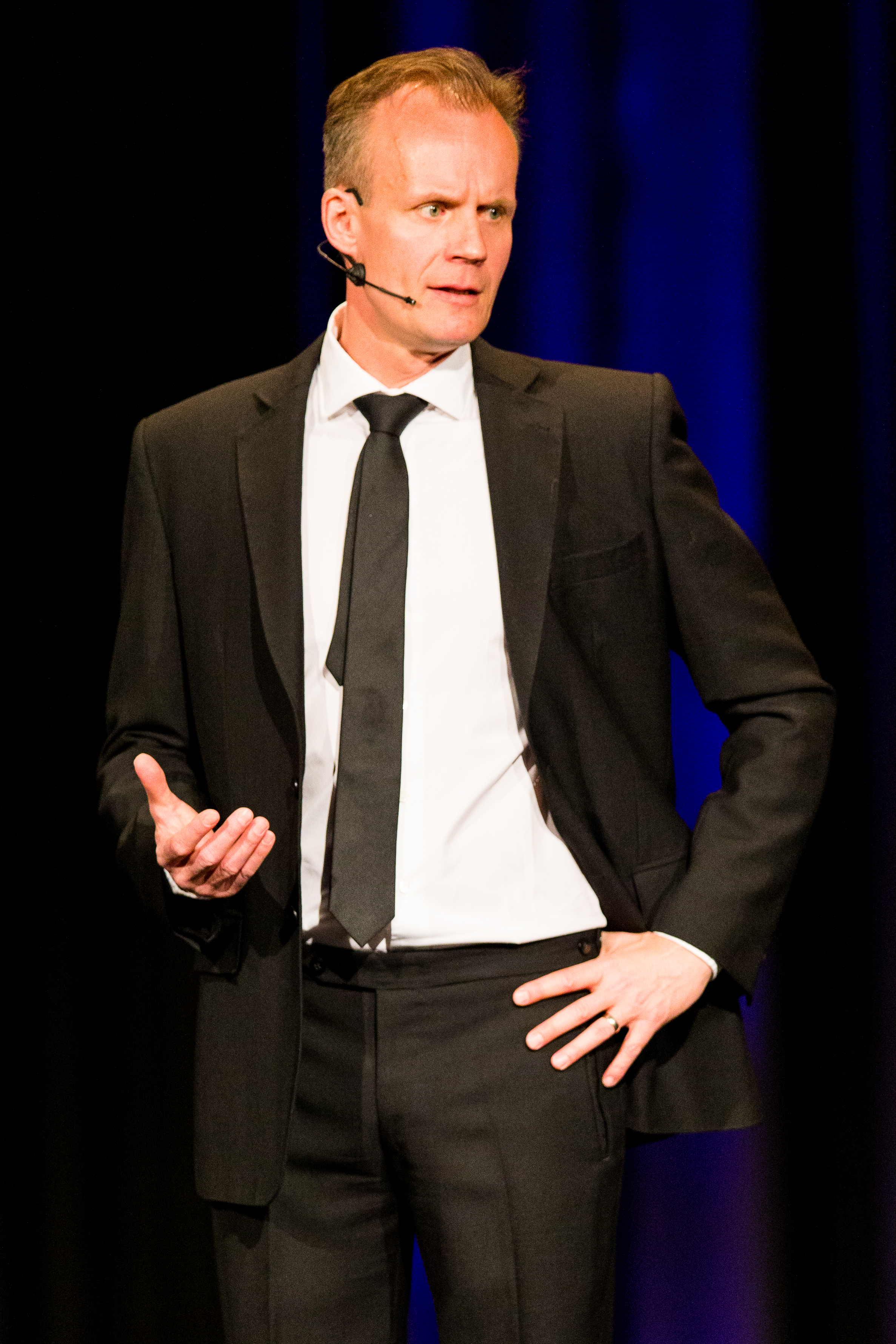
Макс Утхоф
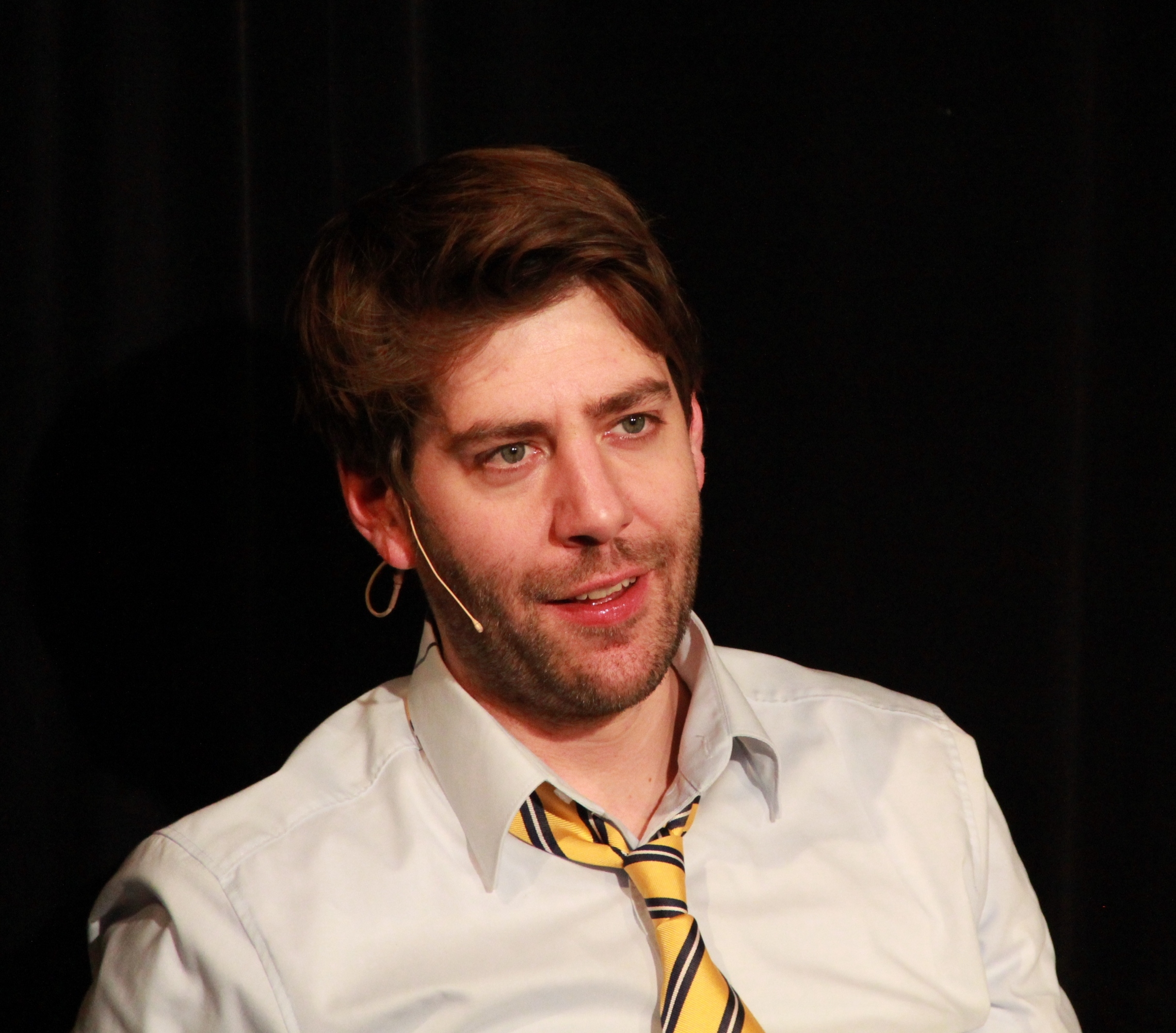
Клаус фон Вагнер